# Aaron Roman Weiner
Aaron Roman Weiner är en amerikansk skådespelare.
Weiner har bland annat medverkat i TV-serien The Big Door Prize från 2023 och i filmerna So Cold the River från 2022 och Happiness for Beginners från 2023.

## Filmografi (i urval)
- 2022 – So Cold the River
- 2023 – The Big Door Prize (TV-serie)
- 2023 – Happiness for Beginners